# Сімплонський тунель
46°16′15″ пн. ш. 8°05′44″ сх. д. / 46.27093° пн. ш. 8.09568° сх. д.
Сімплонський тунель (нім. Simplontunnel, італ. Galleria del Sempione) — залізничний тунель в Альпах на дистанції, що сполучає швейцарське місто Бриг з італійським містом Домодоссола, через Альпи, але не під перевалом Сімплон. Був найдовшим тунелем у світі понад півстоліття (1906—1982), до відкриття тунелю Дайсмізу у 1982 році.
Тунель знаходиться на трасі східного експреса на лінії Париж — Стамбул.
Роботи з будівництва тунелю почалися у 1898. Урочисте відкриття руху по тунелю відбулося у місті Бриг 10 травня 1906, у присутності короля Італії Віктора Еммануїла III і президента Швейцарської конфедерації Людвіга Форрера.
Генеральним підрядником будівництва була компанія Hermann, Haustler й Hugo von Kager. Довжина тунелю склала 19803 м. У 1922, була відкрита друга колія в тунелі, розташованому паралельно. Довжина поруч розташованого тунелю 19824 м.

## Історія
Незабаром по відкриттю першої залізниці в Швейцарії в кожному регіоні почалися спроби будівництва залізниць на південь, до Італії. У 1871 була введена в дію перша залізнична лінія через Альпи до Італії через тунель Мон-Сеніс.
1 липня 1878 була створена Залізнична компанія Сімплон (фр. Compagnie du chemin de fer du Simplon) для того, щоб просувати проект будівництва залізниці в районі перевалу Сімплон. У 1881 вона об'єдналася з компанією «Західні швейцарські залізниці» (фр. Chemins de Fer de la Suisse Occidentale) і була створена компанія «Західна Швейцарія-Сімплон» (фр. Compagnie de la Suisse Occidentale et du Simplon). Розглядалося декілька варіантів будівництва залізниці між Швейцарією та Італією.
На швейцарсько-італійській конференції, що відбулася в липні 1889 було прийнято рішення побудувати базисний тунель протяжністю близько 20 км на території обох держав. 25 листопада 1895 було підписано угоду між Італією і Швейцарією про те, що будівництвом і експлуатацією тунелю буде займатися компанія «Жюра-Сімплон» (фр. Compagnie du Jura–Simplon), яка об'єднала раніше створені для цієї мети компанії. Було досягнуто згоди про те, що кордон між Швейцарією та Італією буде посередині тунелю і що кожна сторона має право блокувати тунель в разі війни.
1 травня 1903 компанія «Жюра-Сімплон» була націоналізована і увійшла в національну компанію «Швейцарські федеральні залізниці» (SBB).

## Будівництво
Будівництво тунелю виконувала компанія з Гамбургу Brandt & Brandau. На будівництві в середньому працювало близько 3000 робітників з кожної сторони. Це були переважно італійці. 67 робочих загинуло при будівництві тунелю, багато хто помер пізніше від наслідків важких умов праці. Під час будівництва відбулися страйки, що призвело навіть до залучення швейцарської армії.
При будівництві тунелю застосовувалися найсучасніші технології. Паралельно основного тунелю було прокладено допоміжний тунель, який забезпечував вентиляцію при проходці основного тунелю. Пізніше цей паралельний тунель був розширений до стану, що забезпечує прокладку по ньому другої залізничної колії.
24 лютого 1905 відбулася збійка тунелів, що прокладалися з двох сторін. Таким чином, будівництво тунелю тривало 7,5 років, хоча спочатку передбачалося спорудити його за 5,5 років. Затримка була викликана складними гірничо-геологічними умовами та страйками.

## Експлуатація
Рух поїздів по тунелю розпочався 19 травня 1906. Використовувалися електролокомотиви, так як довжина тунелю не дозволяла використовувати паровози. Спочатку в тунелі використовувалося три електровози.
У період з 1912 по 1921 рік було добудовано другий тунель, паралельний першому, який отримав назву Сімплон II.
Під час Другої світової війни обидва портали тунелю, як з швейцарської сторони, так і з італійської були заміновані і підготовлені до вибуху. Німецькі війська планували вибух південного порталу, проте вибуху запобігли завдяки діям італійських партизан за допомогою двох швейцарців і одного австрійського дезертира.
На 2015, на ділянці Бриг — Ізеллі-ді-Траскуере курсує потяг, що перевозить на спеціальних платформах автомобілі.

## Параметри тунелю
- Довжина тунелю I: 19803 м
- Довжина тунелю II: 19823 м
- Висота над рівнем моря північного порталу, Бриг: 685,80 м
- Висота над рівнем моря в середині тунелю: 704,98 м
- Висота над рівнем моря південного порталу, Ісель: 633,48 м
- Ухил з північної сторони: 2 ‰
- Ухил з південної сторони: 7 ‰
- Початок будівництва з північної сторони: 22 листопада 1898
- Початок будівництва з південної сторони: 21 грудня 1898
- Збійка південного і північного тунелю: 24 лютого 1905
- Урочисте відкриття: 19 травня 1906
- Початок експлуатації з локомотивами на електричній тязі: 1 червня 1906